# Ангаракан (приток Верхней Ангары)
Ангарака́н — река в России, протекает на западе Муйского района Бурятии. Левый приток Верхней Ангары.

## Название
Буквально — Малая Ангара. Название сложено из гидронима Ангара (здесь Верхняя Ангара) и эвенкийского топоформанта -кан, использующегося для оформления названия притоков рек и небольших географических объектов, придающего уменьшительно-ласкательное значение имени существительному либо образует от его основы названия мелких предметов.

## Гидрография
Длина реки — 64 км. Берёт начало в южной части Северо-Муйского хребта на высоте, примерно, 1810 метров над уровнем моря. 3,5 км от истока течёт на юго-запад, затем поворачивает на северо-запад, далее у места впадения ручья Перевального направление течения становится западным, после впадения ручья Неприступного — юго-западным. В среднем течении на высоте 968 метров над уровнем моря река образует Ангараканское озеро. У снесённого посёлка Тоннельный постепенно поворачивает на северо-запад. Далее от впадения Безымянной до устья преобладающее направление течения — западное. У впадения Ковокты ширина русла достигает 25 метров, дно каменистое, глубина 0,8 м. Впадает в Верхнюю Ангару по левой стороне в 353 км от её устья на высоте 614 метров над уровнем моря, в 4 км северо-западнее разъезда Ковокта. Скорость течения около устья — 1,8 м/сек.
Именованные притоки (от истока):
- правые: Перевальный, Неприступный, Дикий;
- левые: Медвежий, Итыкит, Безымянная, Ковокта, Дяпкар.

## Данные водного реестра
По данным государственного водного реестра России относится к Ангаро-Байкальскому бассейновому округу, водохозяйственный участок реки — Бассейны малых и средних притоков средней и северной части озера Байкал. Речной бассейн реки — Бассейны рек средней и северной части озера Байкал от восточной границы бассейна реки Ангара до северо-западной границы бассейна реки Баргузин.